# Hạng Bá
Hạng Bá (項伯, ? - 192 TCN), là một nhân vật thời cuối Tần đầu Hán trong lịch sử Trung Quốc. Hạng Bá xuất thân trong gia đình quý tộc của nước Sở, cha là danh tướng Hạng Yên. Khi người anh của Hạng Bá là Hạng Lương cùng cháu là Hạng Vũ khởi nghĩa chống Tần ở đất Ngô (nay thuộc Tô Châu, Giang Tô), Hạng Bá cũng tham gia.
Trương Lương, mưu sĩ của Bái công Lưu Bang, từng có ơn với Hạng Bá. Vì thế khi theo Hạng Vũ tiến vào Hàm Dương, biết được Hạng Vũ có ý giết Lưu Bang, Hạng Bá đã báo cho Lưu Bang biết. Sau đó, Hạng Vũ theo kế của mưu sĩ Phạm Tăng bày tiệc rượu ở Hồng Môn, mời Lưu Bang đến dự để nhân đó giết chết ông ta. Nhưng khi gặp mặt Lưu Bang thì Hạng Vũ lại do dự. Phạm Tăng bèn bảo Hạng Trang múa kiếm giúp vui, tìm cơ hội đâm Lưu Bang. Hạng Bá cũng đứng lên tuốt gươm múa, che đỡ cho Lưu Bang khiến mưu của Phạm Tăng không thành.
Lưu Bang diệt Hạng Vũ, lên làm Hán Cao Tổ, do biết ơn Hạng Bá nên phong cho Hạng Bá làm Dịch Dương hầu.
Hạng Bá chết năm 192 TCN. Lúc còn sống, Hạng Bá lấy Hứa thị sinh Hạng Đông và Hạng Bổn, con lên kế vị bị tội và bị bỏ đất phong.